# Astenosfera

Struttura della Terra (in arancione, indicata con 5, l'astenosfera)

L'astenosfera (dal greco asthenēs 'debole'  + sfera), o zona delle basse velocità, è una fascia superficiale del mantello terrestre, giacente sotto la litosfera e sopra la mesosfera, compresa tra i 100 e 300 km di profondità, in cui le rocce sono parzialmente fuse, dal momento che le onde S in essa non si fermano del tutto ma rallentano. È stata individuata con certezza sotto la crosta oceanica, mentre sotto la crosta continentale non è stata ancora individuata, ma si presume che vi si possa trovare a profondità maggiori.

## Origine
Le prime ipotesi sull'esistenza dell'astenosfera risalgono al 1926, ma la conferma avvenne in seguito all'analisi delle onde sismiche collegate al Grande Terremoto Cileno del 22 maggio 1960, il più forte evento sismico finora registrato.

## Caratteristiche
La scoperta dell'astenosfera è stata possibile notando che la velocità delle onde sismiche, soprattutto quella delle onde di taglio, subisce una forte diminuzione alle profondità indicate, in funzione del fatto che la velocità di propagazione delle onde sismiche è proporzionale alla rigidità del mezzo. Questa fascia viene per questo motivo chiamata la zona a bassa velocità o LVZ (dall'inglese low-velocity zone).
La presenza di materiale che si comporta come un fluido ad altissima viscosità è provata dai movimenti isostatici della superficie terrestre. Si tratta di movimenti verticali conseguenti a variazioni di peso della crosta, interpretabili come fenomeni di galleggiamento.
L'astenosfera ha un ruolo essenziale nella tettonica globale della litosfera. A causa del gradiente termico interno alla Terra essa è infatti soggetta a moti convettivi. Le sue caratteristiche geometriche, termiche e meccaniche fanno sì che tali moti siano ordinati in celle convettive. L'energia dei moti convettivi viene trasferita alla litosfera producendo l'evoluzione delle placche che la costituiscono.